# Esbjerg Ishockey Klub
Esbjerg Ishockey Klub (EIK) er en traditionsrig ishockeyklub hjemmehørende i Esbjerg, som spiller sine hjemmekampe i Granly Hockey Arena. Klubben blev grundlagt den 4. november 1964 og råder over Esbjerg Skøjtehal også kaldet Granly Hockey Arena, som blev bygget i 1976, og kapacitetsmæssigt er den tredjestørste ishockeyhal i Danmark (4.195 tilskuere). Derudover rådes der over en træningshal.
Esbjerg Ishockey Klubs hold i den bedste danske liga har vundet DM-guld 7 gange. Esbjerg er den første jydske klub nogensinde til at hjemtage et DM guld.
- Dansk mester: 1969, 1988, 1993, 1996, 2004, 2016 og 2017.
- DM-sølv: 1963, 1965, 1968, 1972, 1986, 1992, 1994, 1995,1997 og 2015.
- DM-bronze: 1964, 1966, 1967, 1970, 1971, 1973, 1985, 1999 og 2000.
- Pokalvinder: 1989, 1992 og 1993 (Esbjerg vandt den første danske pokalturnering der nogensinde blev afviklet.)

Eliteafdelingen i EIK blev i 2005-13 varetaget af Esbjerg fB under navnet EfB Ishockey. I begyndelsen af 2013 overtog selskabet Esbjerg Elite Ishockey A/S alle aktiviteter og førte holdet videre under navnet Esbjerg Energy. Klubben deltager i Danmarks stærkeste ishockeyliga, Metal Ligaen. Navnet Energy blev valgt, da man ønskede at sætte fokus på Esbjerg som Danmarks Energi Metropol. Stjernen i logoet repræsenterer Esbjergs 5 danske mesterskaber og er dermed også en hyldest til fortiden, hvor Esbjerg sammen med Herning var dominerende i dansk ishockey. 
Den nu tidligere NHL-spiller Philip Larsen har fået sin ishockeyopdragelse i klubben. 
Yellow Inferno er navnet på klubbens officielle fanklub. 
Af rivaler kan nævnes Herning Blue Fox og SønderjyskE Ishockey (tidligere Vojens Lions), som altid trækker stor opmærksomhed.

## Sæsonen 2013-14
Trods en matchfixingskandale og efterfølgende fyring af Kirill Starkov, Tyler Mosienko og Dennis Jensen, lykkedes det Esbjerg Energy at presse rivalerne fra SønderjyskE I kvartfinalen, men måtte til sidst se sig besejret 4-1 i kampe. Esbjerg var inden "skandalen" et af ligaens bedste hold, men mistede i slutningen af grundspillet to spillere fra holdets førstekæde, hvilket satte sit aftryk på de efterfølgende resultater.